# 大ヴァッチャ経
大ヴァッチャ経（だいヴァッチャきょう、巴: Mahāvaccha-sutta, マハーヴァッチャ・スッタ）とは、パーリ仏典経蔵中部に収録されている第73経。『婆蹉衢多大経』（ばさぐただいきょう）とも。
釈迦が、外道の修行者ヴァッチャ（ヴァッチャゴッタ）に仏法を説き、彼が出家する様が描かれる。

## 構成

### 登場人物
- 釈迦
- ヴァッチャ（ヴァッチャゴッタ） - 外道の修行者

### 場面設定
ある時、釈迦はマガダ国ラージャガハ（王舎城）のカランダカニヴァーパ（竹林精舎）に滞在していた。
そこに外道の修行者ヴァッチャが訪れ、善悪について尋ねる。釈迦は十善戒を説く。
続いて出家者の解脱や在家の色界・不還到達を教えられたヴァッチャは、三宝への帰依を誓う。釈迦は4ヶ月の後に出家することを勧め、後にヴァッチャは出家者となる。
出家した後に釈迦のもとに訪れたヴァッチャに、釈迦は止観や六神通について説く。
ヴァッチャは精進し、後に阿羅漢となる。

## 内容
三毒（三不善根）、および十善戒を説く。

Bhagavā etadavoca: Lobho kho vaccha akusalaṃ, alobho kusalaṃ. Doso kho vaccha akusalaṃ, adoso kusalaṃ. Moho kho vaccha akusalaṃ, amoho kusalaṃ. 

Iti kho vaccha ime tayo dhammā akusalā, tayo dhammā kusalā. 
世尊は言った。

ヴァッチャよ、貪は不善であり、無貪は善である。

ヴァッチャよ、瞋は不善であり、無瞋は善である。

ヴァッチャよ、痴は不善である。不痴は善である。

ヴァッチャよ、これら三つの不善法、三つの善法がある。
Pāṇātipāto kho vaccha akusalaṃ, pāṇātipātā veramaṇī kusalaṃ. Adinnādānaṃ kho vaccha akusalaṃ, adinnādānā veramaṇī kusalaṃ. Kāmesumicchācāro kho vaccha akusalaṃ, kāmesumicchācārā veramaṇī kusalaṃ. Musāvādo kho vaccha akusalaṃ, musāvādā veramaṇī kusalaṃ pisunā vācā kho vaccha akusalaṃ, pisunā vācā1 veramaṇī kusalaṃ. Pharusā vācā kho vaccha akusalaṃ, pharusā vācā2 veramaṇī kusalaṃ. Samphappalāpā kho vaccha akusalaṃ, samphappalāpā veramaṇī kusalaṃ. Abhijjhā kho vaccha akusalaṃ, anabhijjhā kusalaṃ. Byāpādo kho vaccha akusalaṃ, abyāpādo kusalaṃ. Micchādiṭṭhi kho vaccha akusalaṃ, sammādiṭṭhi kusalaṃ. 

Iti kho vaccha ime dasa dhammā akusalā, dasa dhammā kusalā.
ヴァッチャよ、殺生は不善である。殺生から離れることは善である。

ヴァッチャよ、偸盗は不善である。偸盗から離れることは善である。

ヴァッチャよ、邪淫は不善である。邪淫から離れることは善である。

ヴァッチャよ、妄語は不善である。妄語から離れることは善である。

ヴァッチャよ、両舌は不善である。両舌から離れることは善である。

ヴァッチャよ、悪口は不善である。悪口から離れることは善である。

ヴァッチャよ、綺語は不善である。綺語から離れることは善である。

ヴァッチャよ、貪欲は不善である。不貪欲は善である。

ヴァッチャよ、瞋恚は不善である。不瞋恚は善である。

ヴァッチャよ、邪見は不善である。正見は善である。

ヴァッチャよ、これら十の不善法、十の善法がある。
—パーリ仏典,  大ヴァッチャ経, Sri Lanka Tripitaka Project

## 日本語訳
- 『南伝大蔵経・経蔵・中部経典2』（第10巻） 大蔵出版
- 『パーリ仏典 中部（マッジマニカーヤ）中分五十経篇I』 片山一良訳 大蔵出版
- 『原始仏典 中部経典2』（第5巻） 中村元監修 春秋社